# Catch My Fall
A Catch My Fall a brit rockénekes, Billy Idol negyedik kislemeze a Rebel Yell című nagylemezéről. Érdekessége a szaxofon a refrénben, melyet Mars Williams játszott fel.

## Tracklista
1. Catch My Fall (3:42)
2. Daytime Drama (4:06)
3. (Do Not) Stand In The Shadows (3:10)

Egyes változatokon csak az első két szám szerepel, egy 1987-es újrakiadás B-oldala pedig az "All Summer Single" lett az Egyesült Királyságban.